# Pallavolo ai XII Giochi del Mediterraneo - Torneo femminile
Il torneo femminile di pallavolo ai XII Giochi del Mediterraneo si è svolto nel 1993 nella Linguadoca-Rossiglione, in Francia, durante i XII Giochi del Mediterraneo. Al torneo hanno partecipato 6 squadre nazionali di stati che si affacciano sul Mar Mediterraneo e la vittoria finale è andata per la prima volta alla Croazia.

## Classifica finale
| Classifica | Squadre  |
| ---------- | -------- |
|            | Croazia  |
|            | Francia  |
|            | Turchia  |
| 4          | Grecia   |
| 5          | Spagna   |
| 6          | Slovenia |